# 蓬皮尼亚克
蓬皮尼亚克（法語：Pompignac，法語發音：[pɔ̃piɲak]）是法国吉伦特省的一个市镇，位于该省中部，属于波尔多区。

## 地理
蓬皮尼亚克（44°51'4"N, 0°26'13"W）面积11.62 平方千米，位于法国新阿基坦大区吉倫特省，该省份为法国西南部沿海省份，是法國本土面积最大的省，北起滨海夏朗德省，西临大西洋，南至朗德省，东南接洛特-加龍省，东临多爾多涅省。
与蓬皮尼亚克接壤的市镇（或旧市镇、城区）包括：蒙蒂桑、法尔格圣伊莱尔、贝沙克和卡约、博讷唐、萨勒伯夫、特雷斯、伊夫拉克。

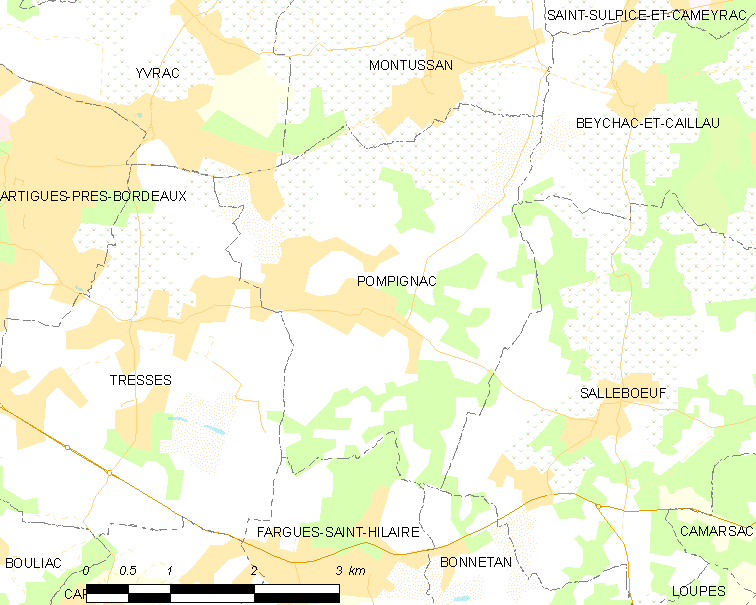
蓬皮尼亚克的OSM定位图

蓬皮尼亚克的时区为UTC+01:00、UTC+02:00（夏令时）。

## 行政
蓬皮尼亚克的邮政编码为33370，INSEE市镇编码为33330。

## 政治
蓬皮尼亚克所属的省级选区为克雷翁县。

## 人口

1962-2008年间蓬皮尼亚克人口变化图示

蓬皮尼亚克于2022年1月1日时的人口数量为3485人。